# Plebiscit ve Varmii a Mazursku

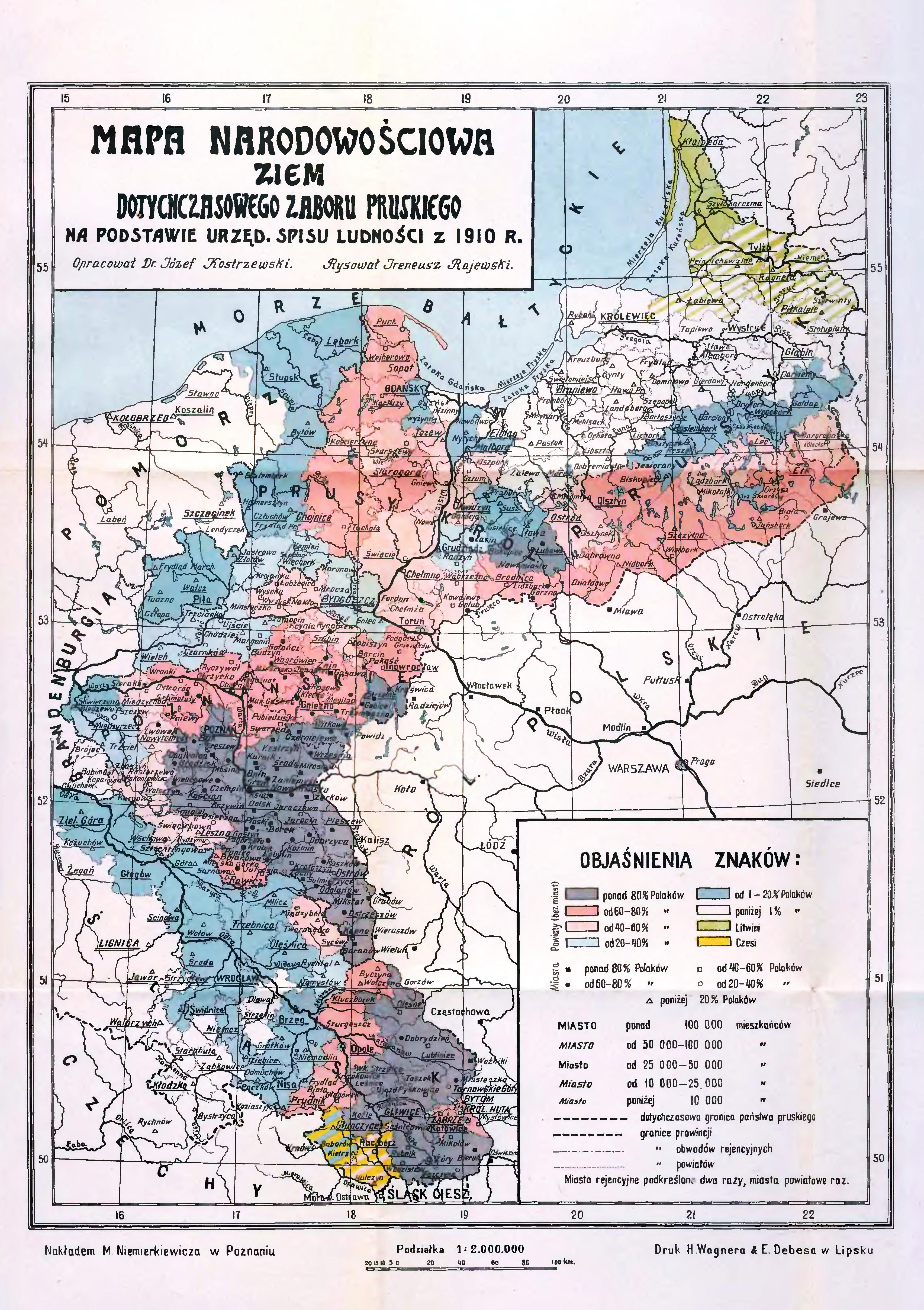
Polská menšina v Německém císařství v roce 1910 (polsky)

Plebiscit ve Varmii a Mazursku (polsky: Plebiscyt na Warmii i Mazurach) taky známý pod jménem východopruský plebiscit (německy: Abstimmung in Ostpreußen) byl plebiscit konaný v roce 1920 a týkal se sebeurčení obyvatel Varmie a Mazurska. Obě oblasti se nacházely na území poraženého Německého císařství, přesněji ve Východním a Západním Prusku. Plebiscit byl nařízen podle 94 a 97 článku Versailleské smlouvy a konal se 11. června 1920. Místním obyvatelům bylo dáno na výběr, jestli chtějí nadále zůstat součástí Německa (Výmarské republiky) či se začlenit do nově vzniklého polského státu. Výsledky plebiscitu byly silně ovlivněny probíhající polsko-sovětskou válkou, ve které polská armáda byla v době plebiscitu ve velké defenzivě a Rudá armáda se nezadržitelně valila na Varšavu. Mnozí místní Poláci tak raději volili začlenění do Německa, než aby riskovali možnou sovětskou okupaci. Nakonec tak plebiscit dopadl ve výrazný prospěch Německa a téměř celé území se stalo součástí německého Svobodného státu Prusko.

## Předcházející události
Oblast Varmie a Mazurska během historie několikrát změnila svého vládce. Vystřídali se zde Prusové, Řád německých rytířů, Němci i Poláci. Varmie byla v rukou Němců od prvního dělení Polska v roce 1772 a Mazursko již od roku 1525. Místní obyvatelstvo ale mělo polské kořeny a bylo silně ovlivněno polskou kulturou. Při sčítání lidu v roce 1910 se tak mnoho z nich i přes silnou germanizaci označilo za Poláky či Mazury. Při Pařížské mírové konferenci tak polská delegace vedená Romanem Dmowským vznesla hned několik požadavků na toto území. Bylo rozhodnuto, že na celém sporném území proběhne plebiscit, ve kterém se rozhodne, k jakému státu Varmie a Mazursko připadne.

## Území plebiscitu
Celé území plebiscitu bylo dáno pod ochranu dohodových vojsk a moci nad územím se chopila speciální komise zvolená Společností národů. Britské a italské jednotky dorazily na místo v únoru 1920. Území plebiscitu bylo přesně dané ve Versailleské smlouvě a zahrnovalo převážně oblasti kolem měst Marienwerderu (dnes polský Kwidzyn) a Allensteinu (dnes polský Olsztyn). Území bylo podle odhadů obydleno 720 000 obyvateli, z čehož 440 000 byli Poláci.

### Oblast Allensteinu
Vojska Dohody vstoupila do Allensteinu (Olsztyna) již v první půlce roku 1919, aby osvobodila uvězněné Mazury, kteří se chtěli účastnit Pařížské mírové konference. Prezidentem plebiscitní komise se stal Brit Ernest Rennie. Komisi doplnili Francouz M. Couget, italský senátor Marquis Fracassi a Japonec Marumo. Němci poslali do oblasti Wilhelma von Gayl, který býval zaměstnancem ministerstva zahraničí. V únoru 1919 byla polština zrovnoprávněna s němčinou. Místní policie byla po příjezdu komise podřízena Britům a do oblasti byly umístěny britské a italské vojenské jednotky. Jejich síla ale nebyla dostatečná, aby zabránila opakovaným německým útokům proti polskému obyvatelstvu.

### Oblast Marienwerderu
Plebiscitní komise dorazila do Marienwerderu (Kwidzynu) 17. února 1920. V jejím čele stál Henry Beaumont, který brzo proslul svými silně protipolskými názory. Poláci reagovali různými blokádami mostů a cest a dokonce neustále Beaumontovi přerušovali telefonní a telegrafické spojení. Celá situace se dostala po stížnostech komise až k polské vládě, ale bez jakéhokoliv výsledku. Polské úřady ve Varšavě navíc zpochybnily nestrannost komise a naznačily, že v tomto případě nehodlají uznat výsledky plebiscitu.

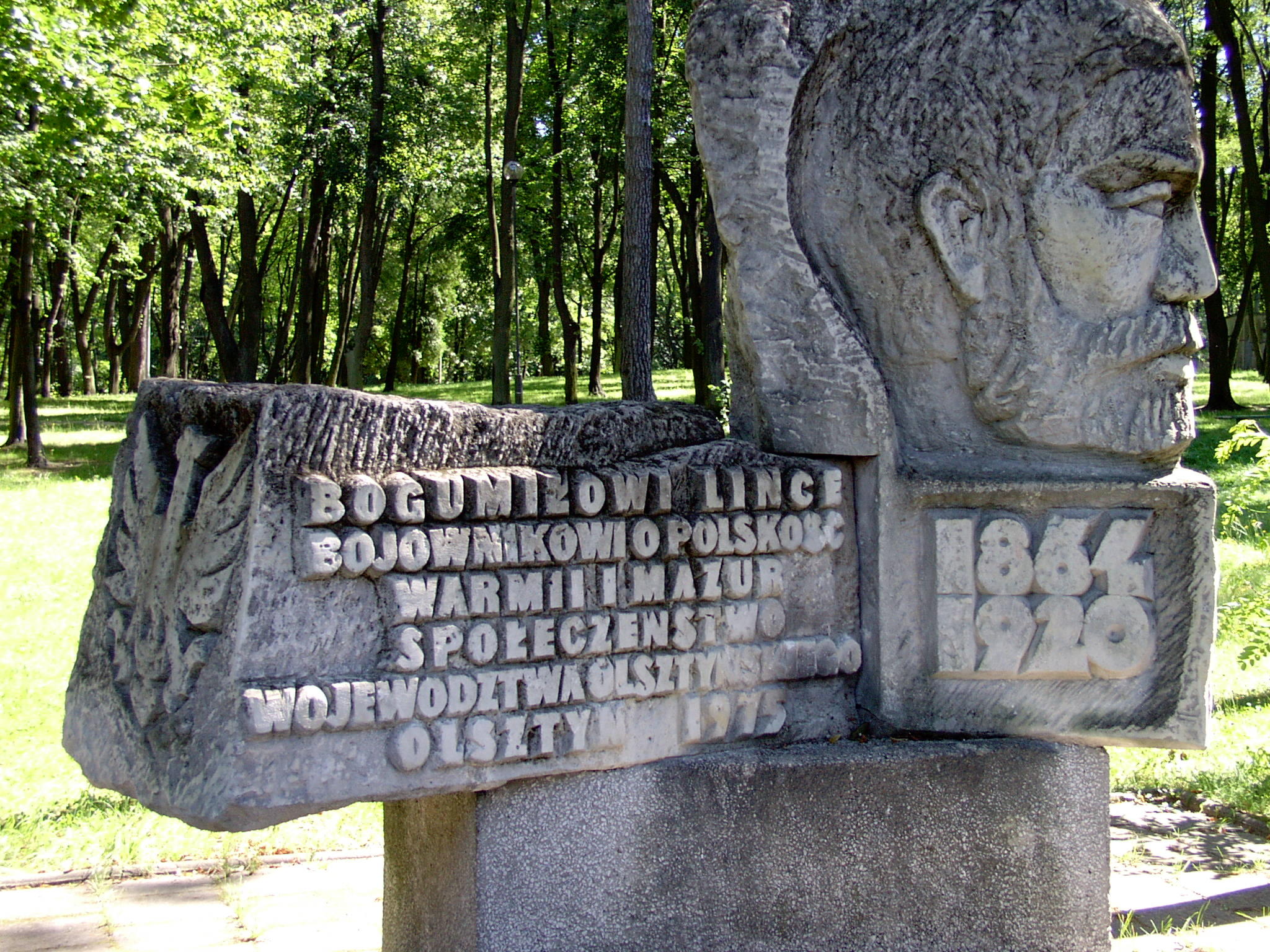
Pomník připomínající zavraždění propolskému aktivisty Bogumiła Linky německými ozbrojenci

## Propaganda

### Německý „Heimatdienst“
Obě strany začaly se svojí propagandou hned, jak to bylo možné. Již 6. června 1919 luteránský Superintendent Paul Hensel odjel do Paříže s protestovat proti zamýšlenému odstoupení části Pruska Polsku. Oporou mu bylo 144 447 podpisů místních obyvatel. Němci vytvořili organizaci zvanou Ostdeutsche Heimatdienst, která měla přes 220 000 členů. V čele organizace stál nacionalista Max von Scheubner-Richter (budoucí blízký spolupracovník Hitlera při tzv. Pivním puči v roce 1923). Heimatdienst vyvíjel velký psychologický tlak na Mazury a zastrašoval propolské síly, a to i fyzickým násilím. Nejznámějším případem byla vražda mazurského aktivisty Bogumiła Linky, který otevřeně propagoval připojení Mazurska v Polsku. Násilí postoupilo až do takových mezí, že přes 3 000 propolských aktivistů ze strachu o holý život emigrovalo do Polska. Obecně se snažili Němci povzbudit loajalitu místních obyvatel k pruskému státu a vyzdvihovali dlouholetou pruskou historii. Svého polského protivníka se snažili diskreditovat údajnou zaostalou ekonomikou a kulturou. Dalším stěžejním německým bodem byl fakt, že pokud by území bylo připojeno k Polsku, proběhlo by zde velké verbování do polské armády, která v té době bojovala s bolševickým Ruskem.

### Polská propaganda
Mazurové v březnu 1919 deklarovali spojení s Polskem. Byla vytvořena neoficiální plebiscitní komise pro Mazursko, do jejíž čela se postavil Juliusz Bursche. Později byla stejná komise vytvořena i ve Varmii. Poláci využili stížností Mazurů na neustálou germanizaci jejich území a přislíbili jim v polském státě nezávislý rozvoj. Situace mezi Poláky a Němci se ještě přiostřila, když Poláci převzali kontrolu nad tzv. Polským koridorem. Polský stát tak dostal přislíbený přístup k Baltskému moři a oddělil tak území Pruska od zbytku Německa.

## Plebiscit
Plebiscit se oficiálně ptal obyvatel, jestli chtějí zůstat součástí Východního Pruska nebo se chtějí včlenit do Polska. Z důvodů propagandy bylo Němci nahrazeno v otázce slovo Německo slovem Východní Prusko. Volit mohli všichni občané starší 20 let a ti, co se narodili na území plebiscitu před datem 1.1. 1905. Poláci se rozhodli plebiscit bojkotovat z důvodů zaujetí mezinárodní komise, nerovných práv mezi Poláky a Němci a v neposlední řadě díky německému násilí proti Polákům. Neúčast polských pozorovatelů pomohla Němcům k velkým podvodům v průběhu hlasování. Němci zapisovali na listiny již mrtvé občany či Němce, kteří ještě nedosáhli požadovaného věku. Heimatdienst organizoval převozy proněmeckých voličů z jednoho volebního místa na druhé, tak někteří obyvatelé volili v plebiscitu několikrát. V Allensteinu dokonce místní Němci skartovali propolské hlasy s vysvětlením, že jsou neplatné. Plebiscit se konal mnohdy na německých policejních stanicích, tak mnoho Poláků ze strachu raději zůstalo doma.

## Výsledky

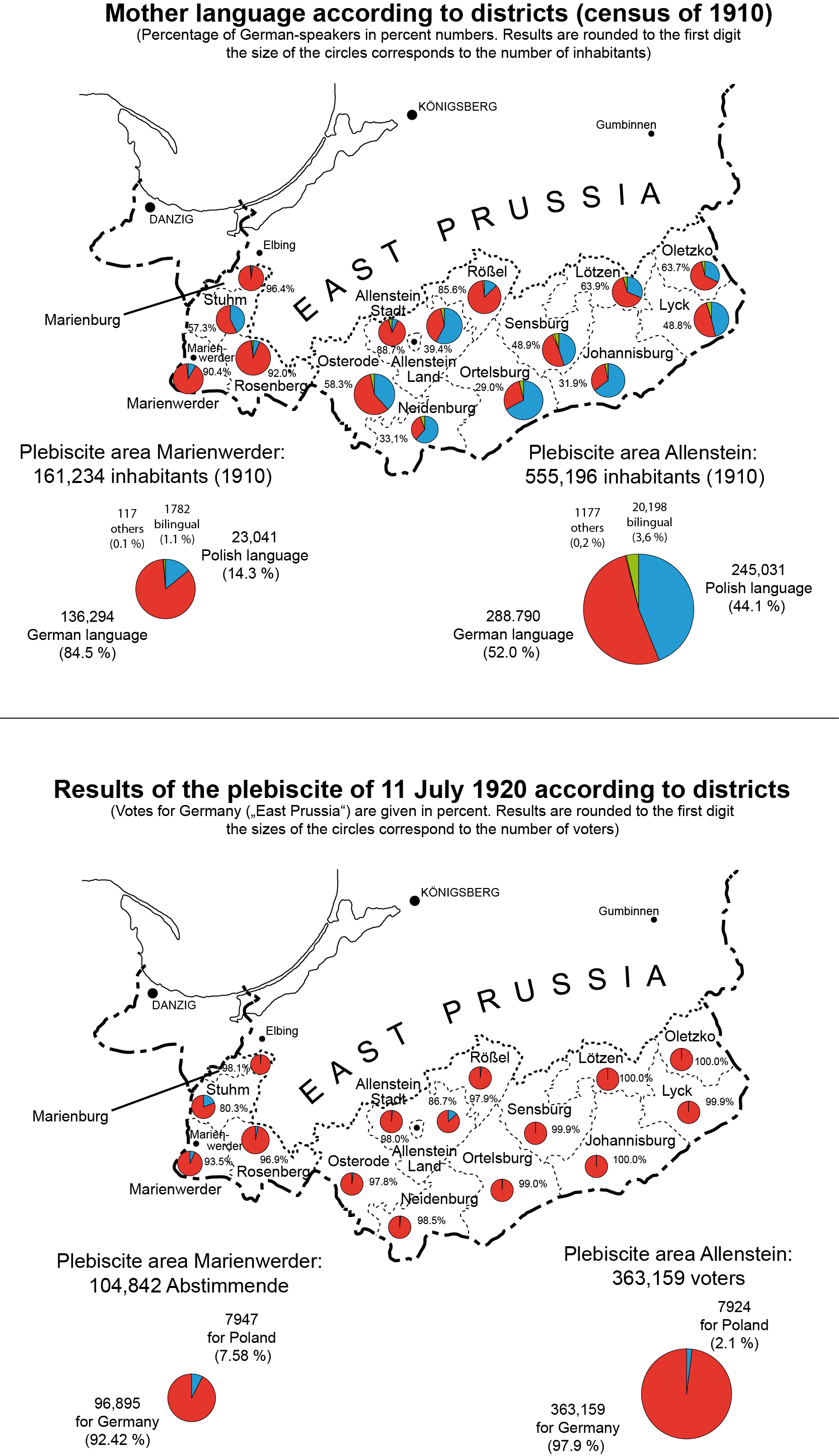
Mapa nahoře: Národnostní rozložení oblasti (Němci červeně, Poláci modře); mapa dole: Výsledky plebiscitu (hlasy pro Německo červeně, pro Polsko modře)

K velkým manipulacím s hlasy během plebiscitu se musí také připočíst fakt, že plebiscit se konal 11. července 1920. V této době Rudá armáda zatlačila polskou armádu až k Varšavě a chystala konečný úder na polské hlavní město (více bitva u Varšavy (1920)). Poláci byli v té době nejblíže porážky v polsko-sovětské válce za celé její trvání a existence polského státu se zdála být zpečetěná. Němcům se také podařilo vytvořit komplexně fungující kampaň, která využila dlouhodobé germanizace oblasti a zejména se povedlo při plebiscitu zamaskovat včlenění oblasti do Německa pod názvem Prusko. Plebiscit skončil s drtivou většinou hlasů pro zanechání oblasti v Německu. Pouze malé oblasti, kde byly výsledky nakloněny pro polskou stranu, byly přičleněny k polskému státu. Území připojené k Německu se pak muselo vypořádat s útoky proti místnímu polskému obyvatelstvu. Mnoho místních polských kněží a politiků tak raději volilo cestu emigrace do Polska. 

### Allenstein
Výsledky v oblasti Allensteinu byly následující:
| země                 | hlasy pro Německo | hlasy pro Polsko |
| -------------------- | ----------------- | ---------------- |
| Olecko/ Oletzko      | 99,99 % (28 625)  | 0,01 % (2)       |
| Gizycko/ Lötzen      | 99,97 % (29 349)  | 0,03 % (10)      |
| Mragowo/ Sensburg    | 99,93 % (34 332)  | 0,07 % (25)      |
| Ełk/ Lyck            | 99,88 % (36 573)  | 0,12 % (44)      |
| Pisz/ Johannisburg   | 99,96 % (33 817)  | 0,04 % (14)      |
| Szczytno/ Ortelsburg | 98,51 % (48 207)  | 1,49 % (497)     |
| Nidzica/ Neidenburg  | 98,54 % (22 235)  | 1,46 % (330)     |
| Ostróda/ Osterode    | 97,81 % (46 368)  | 2,19 % (1,031)   |
| Olsztyn/ Allenstein  | 86,53 % (48 449)  | 13,47 % (5,213)  |
| Reszel/ Rößel        | 97,9 % (35 248)   | 2,1 % (758)      |
| celkově %            | 97,89 %           | 2,11 %           |
| celkově hlasy        | 363 209           | 7 980            |

K Polsku tak byly na základě plebiscitu připojeny pouze tři vesnice ležící v blízkosti polské hranice. Jmenovitě to byly Lubstynek (Klein Lobenstein), Czerlin (Klein Nappern) a Groszki (Groschken). Město Soldau (dnešní polské Działdowo) bylo připojeno k Polsku bez plebiscitu, protože leželo na důležité železnici spojující Varšavu s Gdaňskem. Jako pocta pro výrazně proněmecké hlasování ve Oletzku (polsky Olecko), kde proti připojení k Německu hlasovali pouze dva obyvatelé, bylo město v roce 1928 přejmenováno na Treuburg (die Treue německy věrnost). Celá oblast pak byla přejmenována podle města v roce 1933.

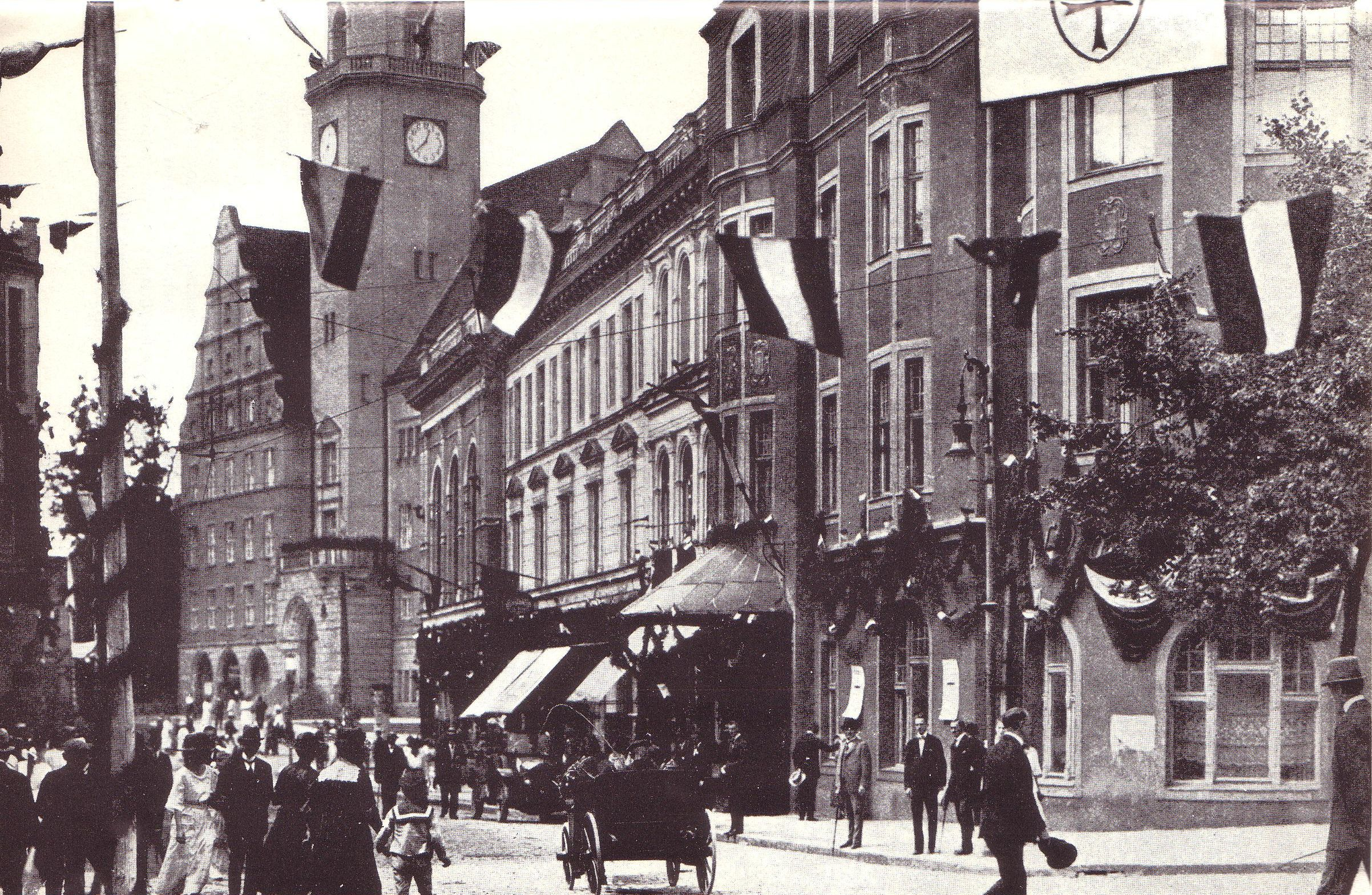
Německý dům, centrála organizace Ostdeutsche Heimatdienst v Allensteinu v červnu 1920

### Marienwerder
výsledky v oblasti Marienwerder byly následující:
| země                   | hlasy pro Německo | hlasy pro Polsko |
| ---------------------- | ----------------- | ---------------- |
| Marienwerder (Kwidzyn) | 93,73 % (25 608)  | 6,27 % (1 779)   |
| Marienburg (Malbork)   | 98,94 % (17 805)  | 1,06 % (191)     |
| Rosenberg (Susz)       | 96,9 % (33 498)   | 3,1 % (1 073)    |
| Stuhm (Sztum)          | 80,3 % (19 984)   | 19,7 % (4 904)   |
| celkově %              | 92,36 %           | 7,64 %           |
| celkově hlasy          | 96 923            | 8 018            |

Celá oblast na základě výsledků zůstala součástí Německa.